# Carlos Peña (Spaanse voetballer)
Carlos González Peña (Salamanca, 28 juli 1983) is een Spaans profvoetballer. Hij speelt sinds 2010 als verdediger bij Real Valladolid.

## Clubvoetbal
Peña begon als voetballer bij CF Damm, waar hij tien jaar speelde. In 2000 kwam hij bij FC Barcelona, waar de verdediger in de cantera (jeugdopleiding) ging spelen. In 2002 kwam Peña in Barça B terecht. Tijdens de voorbereiding voor het seizoen 2004/05 werd hij door Frank Rijkaard bij het eerste elftal gehaald. Peña speelde in de oefenwedstrijden tegen CD Banyoles, UE Figueres, Palamós FC en CF Hércules. Zijn officiële debuut in het eerste elftal van FC Barcelona maakte Peña echter niet. Wel speelde hij in november 2005 mee in het met 6-0 gewonnen duel tegen Gimnàstic de Tarragona in de halve finale van de Copa Catalunya. In juni 2006 tekende Peña voor drie seizoenen bij Albacete. Na het aflopen van dat contract trok hij naar Recreativo Huelva. Sinds 2010 speelt hij bij Real Valladolid.

## Nationaal elftal
In 2002 won Peña met Spanje het EK Onder-19. Met het Spaans elftal Onder-20 werd hij, samen met clubgenoten Andrés Iniesta, Sergio García de la Fuente en Rubén Martínez, in 2003 vicewereldkampioen op het WK Onder-20 in de Verenigde Arabische Emiraten. Spanje verloor in de finale met 1-0 van Brazilië.